# Holcichneumon areolator
Holcichneumon areolator är en stekelart som först beskrevs av Morley 1919.  Holcichneumon areolator ingår i släktet Holcichneumon och familjen brokparasitsteklar. Inga underarter finns listade i Catalogue of Life.